# Paszowa
Paszowa – wieś w Polsce położona w województwie podkarpackim, w powiecie leskim, w gminie Olszanica.
W połowie XIX wieku właścicielem posiadłości tabularnej w Paszowej był Tymon Bal. Na początku XX wieku był właścicielem tabularnym w Paszowej był Natan Nebenzahl.
W II Rzeczypospolitej wieś w powiecie leskim województwa lwowskiego. W latach 1945–1946 nacjonaliści ukraińscy z OUN-UPA zamordowali tutaj 27 Polaków oraz Ukraińców, którzy odmówili współpracy z UPA.
W latach 1975–1998 miejscowość administracyjnie należała do województwa krośnieńskiego.
W Paszowej odwiercono w latach 1980–1984 odwiert badawczy, o głębokości 7210 m. W latach 1984–1988 był najgłębszym odwiertem wykonanym w Polsce.
W Paszowej, przy kościele, rośnie wyjątkowe drzewo, jedna z największych w kraju lip drobnolistnych – to okaz o obwodzie 865 cm (w 2016, w najwęższym miejscu pnia – na wysokości ok. 0,3m).
Wierni kościoła rzymskokatolickiego należą do parafii Matki Bożej Różańcowej w Wańkowej.

## Części wsi
| SIMC    | Nazwa        | Rodzaj    |
| ------- | ------------ | --------- |
| 0358316 | Dolny Koniec | część wsi |
| 0358322 | Górny Koniec | część wsi |

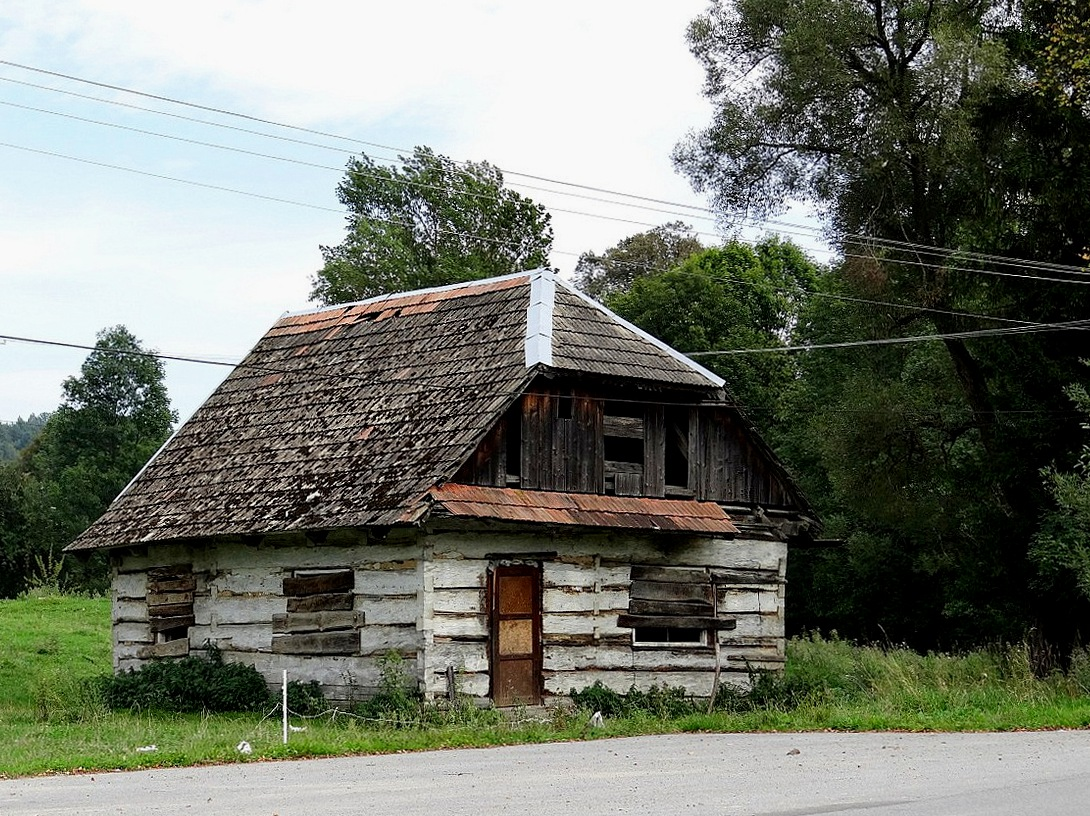
Stara chata
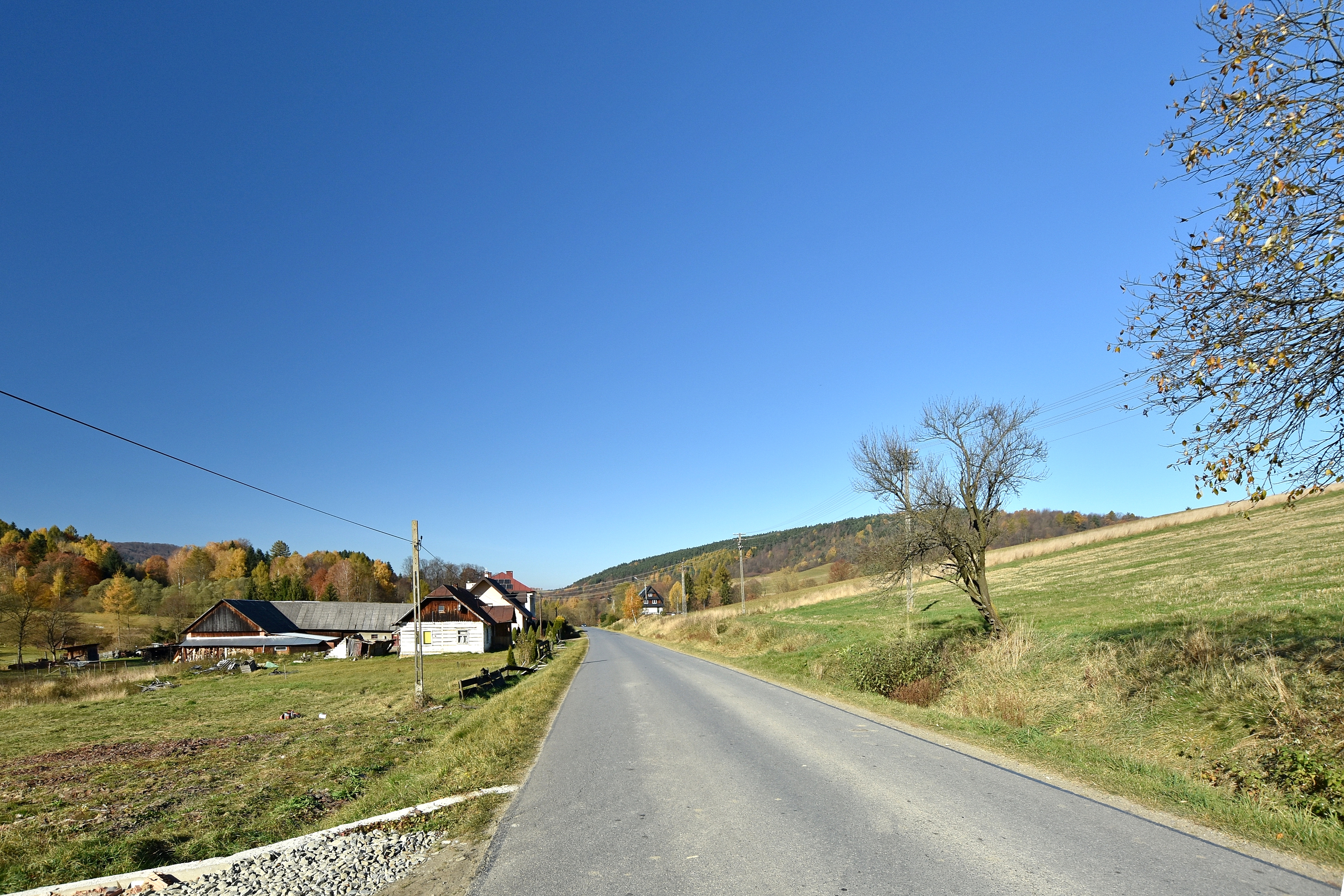
Wieś
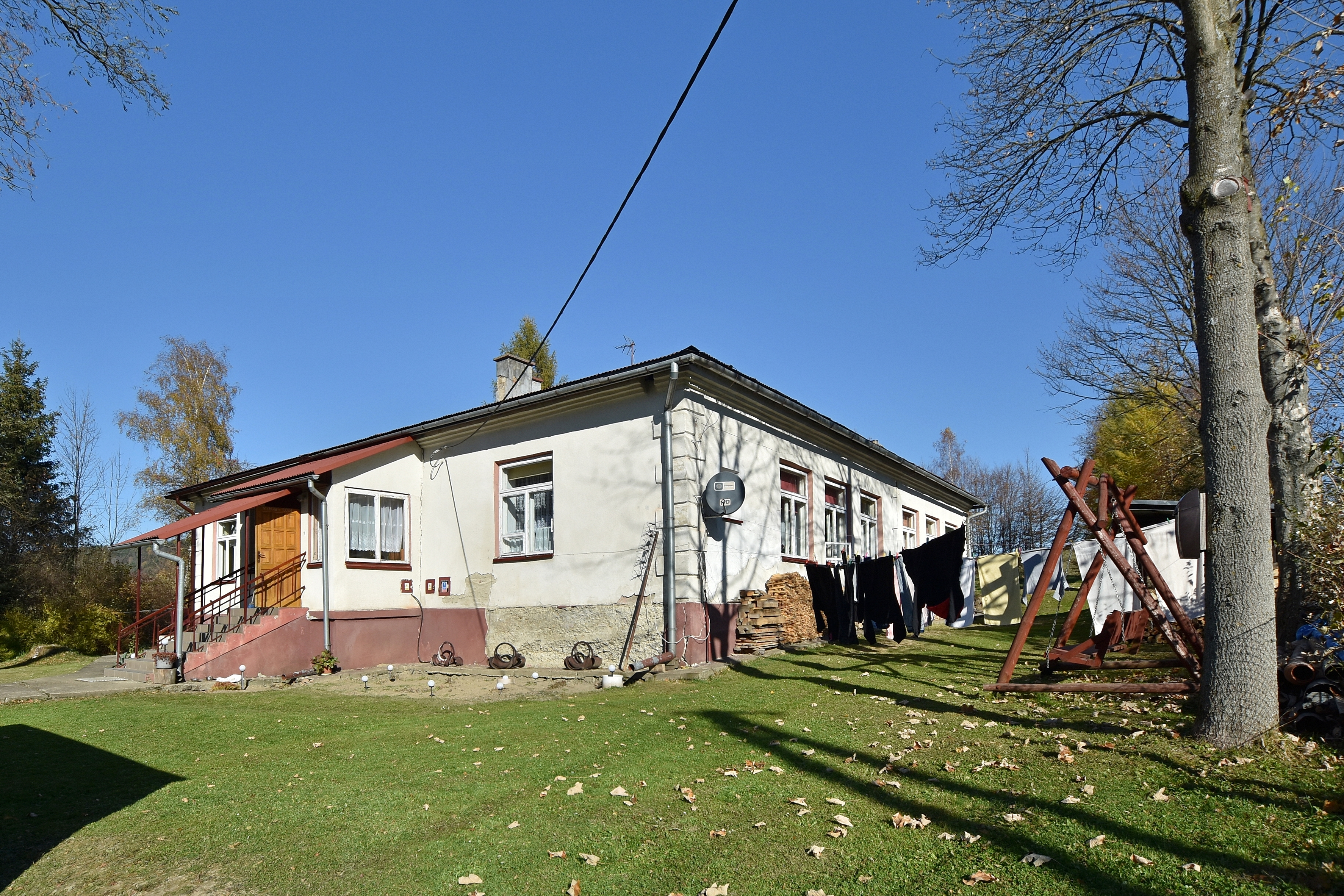
Szkoła Podstawowa
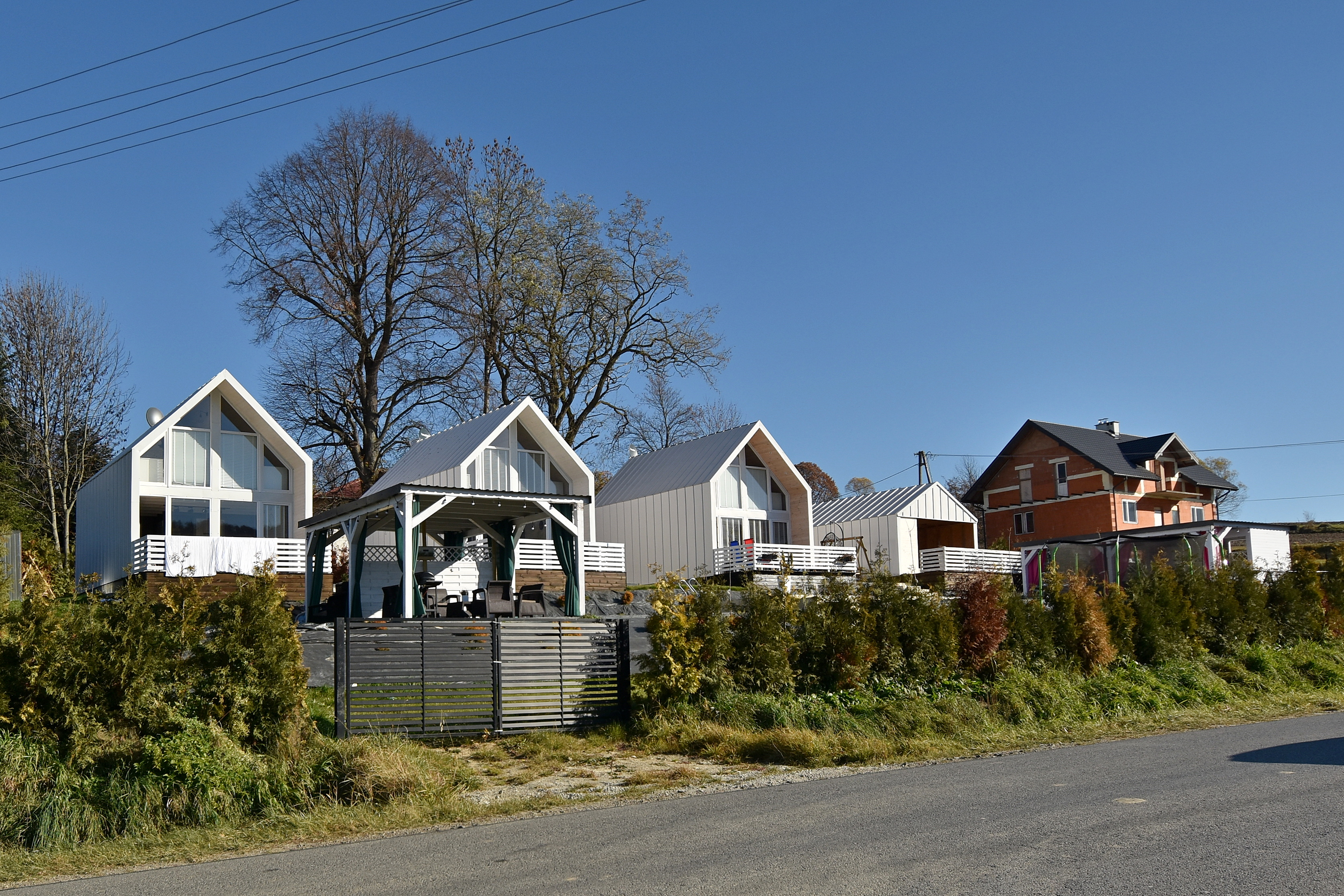
Infrastruktura turystyczna

## Zabytki
- Cerkiew Soboru Bogurodzicy z końca XVIII w., od 1947 użytkowana jako rzymskokatolicki kościół filialny parafii w Wańkowej.

## Urodzeni w Paszowej
- Aleksander Pragłowski – oficer armii Austro-Węgierskiej, Wojska Polskiego i Polskich Sił Zbrojnych na Zachodzie.